# 熱布魯拉山
45°16′29″N 06°37′45″E / 45.27472°N 6.62917°E
熱布魯拉山（法語：Mont de Gébroulaz），是法國的山峰，位於該國東北部奧文尼-隆-阿爾卑斯大區，由薩瓦省負責管轄，屬於瓦努瓦斯山的一部分，海拔高度3,511米。